# Praia dos Dois Coqueiros
Ponte sobre o Rio Ceará, que liga a Praia dos Coqueiros a Praia da Barra do Ceará.
Praia dos Dois Coqueiros é uma praia localizada no município de Caucaia, Ceará.
Fica na margem esquerda da foz do Rio Ceará. De acesso fácil pela capital, passando pela ponte sobre o Rio Ceará, com faixa de areia mais larga e com muitas pedras na água, que impedem a circulação de bugres e veículos, e ondas fortes.
No canto direito da praia, na foz do rio, fica uma grande quantidade de barracas que vendem desde peixe até lanches.